# Bản Xèo
Bản Xèo là một xã thuộc huyện Bát Xát, tỉnh Lào Cai, Việt Nam.
Xã Bản Xèo có diện tích 26,73 km², dân số năm 1999 là 1.592 người, mật độ dân số đạt 60 người/km².

## Nghề Làm Miến Đao
Vào những năm 80, dù công việc sản xuất miến ở thôn Thành Sơn, xã Bản Xèo, huyện Bát Xát, tỉnh Lào Cai còn manh mún, chưa theo một quy chuẩn nào, nhưng đã là nguồn sống của bà con nơi đây. Miến làm từ củ đao đỏ, một sản phẩm đặc biệt chỉ có ở Bản Xèo, đã trở nên nổi tiếng, được ưa chuộng không chỉ trong tỉnh mà còn vươn xa ra ngoài tỉnh. Có thời điểm, sản phẩm này được săn lùng đến nỗi người dân không kịp sản xuất để bán.
Tuy nhiên, vào cuối những năm 80, với làn sóng di cư của thanh niên lên thành thị để tìm việc làm, nhiều gia đình có truyền thống làm miến ở Bản Xèo cũng đã rời bỏ quê hương theo con cái. Những người ở lại đa phần chuyển sang buôn bán hàng hóa hoặc kinh doanh dịch vụ, và từ đó, nghề làm miến dần mai một, đối mặt với nguy cơ biến mất.
Đến năm 2010, một bước ngoặt đã diễn ra khi Trung tâm khuyến nông huyện Bát Xát cùng với địa phương khởi xướng dự án nhằm hồi sinh nghề làm miến đao tại Bản Xèo. Ông Vương Mạnh Tuấn, Chủ tịch UBND xã Bản Xèo, cho biết trong giai đoạn từ 2010 đến 2014, xã đã tạo điều kiện cho người dân thuê đất trồng củ đao đỏ quanh khu vực đập thủy điện Ngòi Phát và hỗ trợ kinh phí để mua sắm máy móc sản xuất.
Nhờ việc tái khởi động nghề làm miến đao, tỷ lệ hộ nghèo tại xã Thành Sơn đã giảm đáng kể, từ 65% xuống còn 10%. Mỗi người lao động trong ngành sản xuất và những người trồng củ đao nay có thu nhập ổn định, từ 4 đến 6 triệu đồng mỗi tháng. Ông Tuấn thông báo rằng, trong thời gian tới, xã sẽ mở rộng vùng nguyên liệu và đưa sản phẩm vào các hệ thống siêu thị trên toàn quốc, và sau đó là hướng tới thị trường xuất khẩu.